# Rtyňská brázda
Rtyňská brázda je část Úpické pahorkatiny, geomorfologického podokrsku Krkonošského podhůří v severovýchodních Čechách.

## Popis
Rtyňská brázda je na severovýchodě omezena hronovsko-poříčskou poruchou a Žaltmanským hřbetem (Jestřebími horami). Na západě hraničí s vlastní Úpickou pahorkatinou a na jihu s Červenokosteleckou pahorkatinou, která již náleží celku Podorlická pahorkatina. Dominantu brázdy tvoří zalesněný Čertův kopec (410 m) a halda dolu Ida (457 m).
Rtyňská brázda je řazena do morfografické třídy pahorkatiny s větším výškovým rozpětím (nižší).
Území je odvodňováno Rtyňkou do Úpy. V prostoru Rtyňské brázdy leží obce Rtyně v Podkrkonoší, Batňovice, Velké Svatoňovice a Malé Svatoňovice.
Rtyňská brázda se kryje se severozápadním křídlem tektonické struktury tzv. hronovsko-poříčského příkopu. Na povrchu jsou nejvíce rozšířeny prachovce, slínovce či jemnozrnné pískovce jizerského a bělohorského souvrství analogické ke svrchní křídě polické pánve.